# Torpacarus callipygus
Torpacarus callipygus är en kvalsterart som beskrevs av Sandór Mahunka 1983. Torpacarus callipygus ingår i släktet Torpacarus och familjen Lohmanniidae. Inga underarter finns listade i Catalogue of Life.